# Edward Hinds
Edward Allen Hinds (né le 8 septembre 1949) , est un physicien britannique connu pour ses travaux sur la matière froide.

## Biographie
Il fait ses études à la Dame Allan's School de Newcastle  avant de se voir offrir une place au Jesus College d'Oxford, où il s'inscrit en 1968 . Il obtient un diplôme de premier cycle et un doctorat avant de partir aux États-Unis pour enseigner à l'Université Columbia.
Il est professeur de physique à l'Université Yale avant de retourner au Royaume-Uni en 1994 pour fonder le Sussex Center for Optical and Atomic Physics à l'Université du Sussex.
Il est depuis 2014 professeur de recherche "Royal Society" et directeur du Centre for Cold Matter de l'Imperial College de Londres, où ses recherches se concentrent sur des problèmes fondamentaux de physique et sur de nouvelles méthodes de production et de manipulation d'atomes et de molécules froids .

## Honneurs et récompenses
- Médaille de la Royal Society Bakerian, 2019
- Médaille et prix Faraday, Institut de physique, 2013
- Médaille Rumford, Royal Society, 2008
- Médaille et prix Thomson, Institut de physique, 2008 [7]
- Professeur de recherche de la Royal Society, Royal Society, 2006
- Membre de la Royal Society, 2004
- Membre de l'Optical Society of America, 2002
- Chercheur principal EPSRC, 1999
- Prix Humboldt, 1998
- Chercheur principal de la Royal Society Leverhulme Trust, 1998
- Membre de l'Institut de physique, 1996
- Membre de la Société américaine de physique, 1994